# Peter Badie

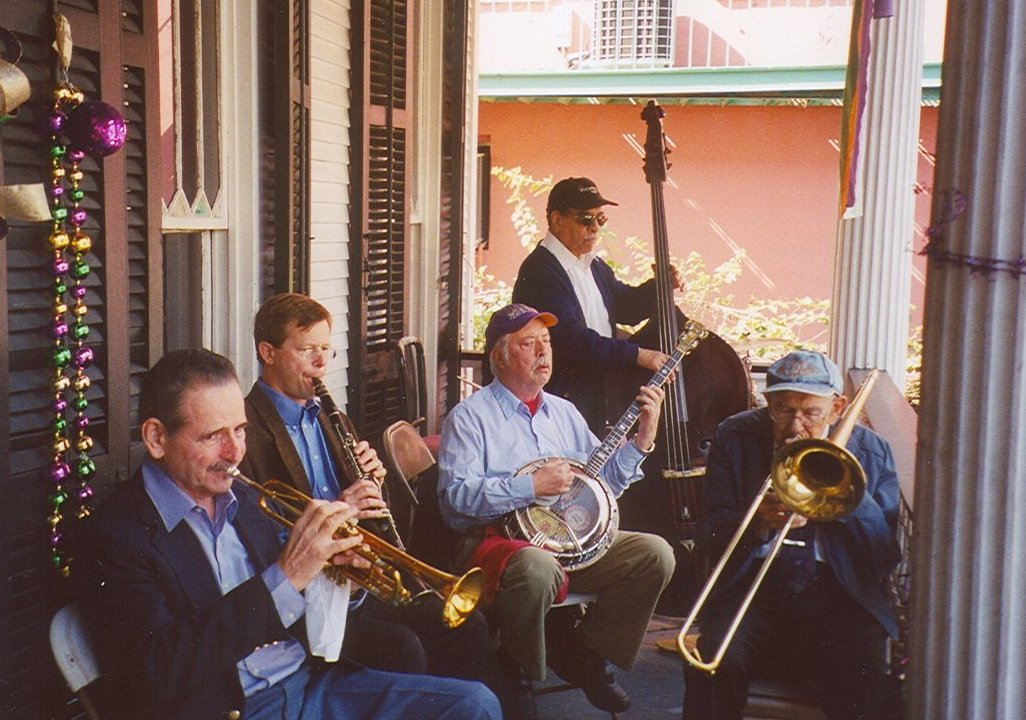
Badie (am Kontrabass) mit einer Band bei einer Karnevalsparty im French Quarter (2005)

Peter „Chuck“ Badie (* 17. Mai 1925 in New Orleans; † 15. April 2023) war ein US-amerikanischer Jazz- und Rhythm-&-Blues-Musiker (Kontrabass).

## Leben und Wirken
Badie stammt aus einer Musikerfamilie (sein Vater spielte als Saxophonist mit den Blaskapellen Eureka Brass Band und Original Olympia Jazz Band), trat aber zunächst nicht musikalisch in Erscheinung. Erst nach Ableistung seines Wehrdienstes 1945 schrieb sich mit dem GI-Gesetz an der Grunewald School of Music in New Orleans ein. 1948/9 arbeitete er häufiger im Dew Drop Inn. 1949 entstanden erste Aufnahmen als Mitglied der Paul Gayten Band mit der Sängerin Annie Laurie („One Man Blues“). Ab etwa 1950 spielte er zwei Jahre in der Begleitband des Blues-Sängers Roy Brown. Anschließend arbeitete er mit Dave Bartholomew zusammen und war dann von 1954 bis 1956 Mitglied des Orchesters von Lionel Hampton.
In den 1960er-Jahren gehörte Badie der Formation AFO Executives an, in der auch Melvin Lastie, Alvin „Red“ Tyler, Harold Battiste und John Boudreaux spielten. Zehn Monate lang tourte und nahm er mit dem Sänger Sam Cooke auf. Badie ist auf Cookes Aufnahmen von „Meet Me at Mary’s Place“, „Ain’t that Good News“, „Tennessee Waltz“ und „A Change Is Gonna Come“ zu hören. In den folgenden Jahren spielte er Kontrabass bei Aufnahmen u. a. von Hank Crawford, Edward Frank, June Gardner, Dizzy Gillespie, Tete Montoliu und Zoot Sims zusammen, musste aber in den 1970er-Jahren wegen Magenproblemen aufhören zu spielen. In den 1990er-Jahren war er wieder als Musiker aktiv und Mitglied von Dr. Johns Band. Des Weiteren wirkte er bei Aufnahmen von Doc Cheatham, den New Orleans Jazz Wizards um Lionel Ferbos und Pud Brown sowie mit Sammy Rimington mit. Außerdem trat er ab 1994 samstagabends im Palm Court Jazz Cafe auf. Nach Angaben des Diskographen Tom Lord war Badie zwischen 1949 und 1995 an 36 Aufnahmesessions beteiligt, u. a. auch mit Rodney Harris, Big Joe Turner, Chris Kenner und Willie Tee.
Badie wurde 2005 von OffBeat als „Sideman of the Year“ geehrt. 2017 erhielt er den Jazz Pioneer Award. Im Februar 2020 wurde er im New Orleans Jazz Museum für 72 Jahre Tätigkeit im Musikgeschäft geehrt.

## Lexikalischer Eintrag
- Val Wilmer: Badie, Peter [Chuck]. Grove Music Online. Oxford Music Online. Oxford University Press, 2003